# Marthe Bigot
Pour les articles homonymes, voir Bigot.
Marthe Bigot (Marthe Henriette Euphrasie Bigot), née à Montargis le 13 mars 1878 et morte à Pontoise le 4 mars 1962, est une institutrice, femme politique, féministe et syndicaliste française.
En décembre 1920, elle est élue au Comité directeur du Parti communiste et le demeure jusqu'en 1922.

## Biographie

### Jeunesse, famille et études
Marthe Bigot (Marthe Henriette Euphrasie Bigot) naît à Montargis le 13 mars 1878.
Le père de Marthe Bigot est boulanger à Montargis, puis à Paris. Admise à l'École normale des Batignolles, elle débute comme enseignante, en 1896, à l'école publique des filles de l'impasse Guéménée à Paris, puis elle s'installe rue Rottembourg. Elle étudie également l'anglais pour se cultiver.
Sa sœur Antoinette a eu un enfant, Pierre, en tant que mère célibataire, et Marthe Bigot a participé à l'éducation de celui-ci. Elle promeut la maternité hors mariage et l'union libre, ayant toute sa vie refusé les demandes en mariage.

### Engagements politiques et féministes
En 1909, elle choisit d'adhérer à la Fédération féministe universitaire (FFU) dès sa création. Dès 1912, elle écrit dans la Tribune féministe de l’École émancipée. Elle est aussi adhérente à la Section française de l'Internationale ouvrière et à la Fédération des syndicats de l'enseignement.
Son rôle s'affirme durant la Première Guerre mondiale. En 1916, la police la présente comme une des militantes les plus actives du syndicat des membres de l'Enseignement laïque de la Seine. Au congrès fédéral, elle intervient sur la motion Chassagne qui interdit aux instituteurs syndiqués de participer aux œuvres de guerre. Elle soutient une ligne pacifiste, nouvelle dans le mouvement féministe. Elle assure, bientôt, le secrétariat provisoire de la section française du Comité international des femmes pour la paix permanente (1916), puis, en 1917, le secrétariat de la Fédération féministe universitaire (FFU) et la direction du groupe du 12e arrondissement de l'Union française pour le suffrage des femmes. Elle écrit dans La Voix des femmes et est gérante de L'Action féministe, journal de la FFU, imprimé à Cahors, dans le Lot, et distribué à Paris.
Marthe Bigot rejoint le Comité pour la reprise des relations internationales. Dans le Parti socialiste SFIO, devenue trésorière adjointe de la Fédération de la Seine, elle soutient le courant zimmerwaldien. Le procès d'Hélène Brion devant le conseil de guerre de Paris la contraint à assurer des responsabilités de plus en plus importantes. Le congrès fédéral de l'Enseignement, qui se tient à Paris en 1917, la choisit comme porte-parole auprès du groupe parlementaire socialiste. Elle demande que des questions soient posées à la Chambre. En outre, elle collabore à plusieurs journaux : L’Équité, La Paix organisée, Le Pays, Le Populaire.
Devenue militante dans la minorité du Parti socialiste, elle entre, en 1918, au conseil d’administration de L'Humanité. Deux ans plus tard, elle est élue à la commission exécutive du Comité pour la reconstruction de l'Internationale, mais très vite, elle soutient la motion favorable à la IIIe Internationale.
Au congrès de Tours, déléguée de la Seine, elle est élue suppléante au Comité directeur du Parti communiste. Le gouvernement, prenant prétexte de la signature par tous les dirigeants du PC d'un manifeste protestant contre le rappel de la classe 1919, demande sa révocation du Comité directeur et elle doit comparaître devant le conseil départemental de la Seine. En 1921, elle est révoquée, ce qui provoque l'émoi de la direction du Syndicat national, organisation concurrente de la Fédération de l'Enseignement.
Sur le plan syndical, Marthe Bigot a siégé, de 1918 à 1920, au conseil du syndicat de l'Enseignement de la Seine et participé au congrès syndical de Paris, qui, en 1920, se rallie à l'Internationale de Moscou. Cette même année, elle est élue au conseil d'administration de la CGT. En 1922, après sa révocation, elle est secrétaire pédagogique du syndicat de la Seine.
Mais, c'est au Parti communiste qu'elle consacre l'essentiel de son temps. Elle se situe dans la gauche du parti. En 1921, lors du congrès national de Marseille, elle proteste contre la non-réélection de Souvarine au Comité directeur, dont, elle, devient membre titulaire.
Elle est désignée secrétaire de la commission centrale du PC pour le travail parmi les femmes et est candidate aux élections municipales dans le quartier des Enfants Rouges, à Paris. Par ailleurs, elle crée le journal L'Ouvrière,, en avril 1922. Son appartenance à la Gauche du parti lui fait rencontrer des obstacles au sein du Comité directeur, où elle défend, parfois seule, les positions de son courant. Signataire de la résolution de la Gauche sur la commission des conflits, elle est nommée à la commission chargée de rédiger les textes pour le prochain congrès national. Ce congrès, qui se tient à Paris en 1922, ne la reconduit pas au Comité directeur, ni au secrétariat du Comité féminin. En protestation, elle démissionne de son poste de rédactrice à L'Humanité. Puis, elle part pour Moscou afin d'assister à l'Exécutif élargi de l'Internationale communiste (IC) et représenter la Gauche au IVe congrès de l'IC.
Elle retrouve, alors, par la volonté de l'IC, un poste de suppléant au Comité directeur (novembre 1922), même si le compte-rendu de L'Humanité ne la mentionne pas. En janvier 1923, au conseil national de Boulogne, elle obtient le rétablissement du secrétariat féminin et le Comité directeur, où finalement elle ne siège pas, la confirme dans ses fonctions et la charge d'un exposé pour le prochain congrès prévu à Lyon en 1924. Elle écrit, dans l'Ouvrière, qu'elle entend donner au PC une attitude différente à celle des anciens partis socialistes qui « croyaient avoir tout fait, quand une ligne concernant les femmes figurait à leur programme ». Le congrès ne l'élit pas au Comité directeur et ne la maintient pas au secrétariat du Comité féminin. Pourtant, à nouveau, bientôt, elle est rétablie dans ses fonctions.
Dans la période qui suit, participant à la brochure Le Cours nouveau, elle entre en opposition avec les directions du PC français et de l'IC. Pourtant, le Bureau politique refuse sa démission de permanente du parti, mais il qualifie L'Ouvrière de journal « petit-bourgeois ». Marthe Bigot en vient, alors, à rejeter la politique du PC. En 1925, elle est signataire de la lettre adressée au Comité exécutif de l'IC.
Avec la victoire du Cartel des gauches, elle peut réintégrer l'enseignement (octobre 1924). Elle s'occupe de la Fédération des enfants ouvriers et paysans et appartient à la tendance Ligue syndicaliste qui mène campagne contre la majorité communiste de la Fédération unitaire de l'enseignement. Au congrès fédéral de 1928, elle est de ceux qui soumettent une motion à propos de la répression touchant des communistes en URSS qui rappelle le « rôle glorieux » de Trotsky dans la lutte pour la Russie révolutionnaire. L'année suivante, elle lui rend visite lors de son exil à Prinkipo.

### Derniers engagements et fin de vie
Depuis 1927, elle siège au comité exécutif du Cercle Marx-Lénine. En 1929, elle rejoint le comité de rédaction de La Vérité. Elle en signe le Manifeste aux ouvriers révolutionnaires mais intègre La Révolution prolétarienne et assiste aux congrès des groupes féministes de l'enseignement laïque. En 1936, Marthe Bigot est déclarée à la préfecture de police comme trésorière du Bureau de la région parisienne de la Fédération générale des retraités. Après la Seconde Guerre mondiale, elle continue de soutenir La Révolution prolétarienne.
Elle meurt à Pontoise le 4 mars 1962.

## Publications
- La Servitude des femmes, Librairie de l'Humanité, Paris, 1921[10]
- Rosa Luxembourg et le militarisme, L'Humanité 1921[11]
- L’École Laïque et les Femmes, Floréal, no 27, 2 juillet 1921[12]
- L’Égalité de traitement, La Révolution prolétarienne no 15, mars 1926[13]